# نادي نوفا فينيسيا
نوفا فينيسيا فوتيبول كلوب (بالبرتغالية: Nova Venécia Futebol Clube‏)، أو اختصارًا نوفا فينيسيا ، هو نادي برازيلي محترف مقره في نوفا فينيسيا، إسبيريتو سانتو. تأسس في 27 أبريل 2021. يتنافس في دوري الدرجة الرابعة وكذلك في دوري كابيكسابا ‏، الدرجة الأولى من دوري ولاية إسبيريتو سانتو لكرة القدم.